# Chamelet
Chamelet é uma comuna francesa na região administrativa de Auvérnia-Ródano-Alpes, no departamento de Ródano. Estende-se por uma área de 14,43 km². Em 2010 a comuna tinha 698 habitantes (densidade: 48,4 hab./km²).